# کاردان فنی آبجو و نوشیدنی
کاردان فنی یا تکنسین آبجو و نوشیدنی حرفه ای است که در اتریش شناخته شده و بعنوان نمونه رشته‌ای در فنی حرفه ای برای آن وجود دارد. این شغل از حوزه تولید مواد غذایی طبقه‌بندی شده‌است. تکنسین‌های آبجو و نوشیدنی، آبجو و سایر نوشیدنی‌های الکلی و غیر الکلی را تولید می‌کنند.

## ویژگی‌های حرفه ای
وظیفه اصلی فرد شاغل در این حرفه تولید آبجو است، بنابراین عمل فرآوری جو، مالت و رازک تا تخمیر و فیلتراسیون آبجوی نهایی بر عهدهٔ این فرد است. با افزایش اهمیت تولید سایر نوشیدنی‌ها نیز این دو رشته در هم ادغام شده و فارغ‌التحصیل این رشته علاوه بر آبجو بر مراحل تولید بعنوان مثال آبمیوه نیز می‌تواند سررشته داشته باشد. این افراد در بیشتر مراحل مورد نیاز برای تولید نوشیدنی از ماشین آلات استفاده می‌کنند. مهمتر از همه، آنها در کارخانجات بزرگ تولیدی و فرآوری فرایند تولید را کنترل می‌کنند. تکنسین‌های تولید آبجو و نوشیدنی عمدتاً در شرکت‌های بزرگ در صنعت آبجو و نوشیدنی فعالیت می‌کنند.

## آموزش فنی حرفه ای
مطالب آموزشی مطابق با الزامات و وظایف حرفه (در آلمان) است. در اتریش نیز کارآموزان به مدت سه سال در سیستم آموزشی دوگانه شبیه به فنی حرفه ای در ایران در مدارس حرفه ای و هم‌زمان در شرکت‌ها بعنوان کارآموز آموزش می‌بینند؛ بنابراین دانش و مهارت‌های نظری و عملی را همزمان بدست می‌آورند، که با تکیه بر آن می‌توانند امتحان نهایی کارآموزی را در پایان دوره کارآموزی با موفقیت به پایان برسانند. دوره‌های کارآموزی مرتبط با کارآموزی کوتاهتر مانند فناوری مواد غذایی یا تکنسین‌های تولید نیز وجود دارند.
تعداد زیادی از دوره‌های خاص ادامه تحصیل و دوره‌های آموزش برای مدارج بالاتر وجود دارد. برای مدارک عالی در دانشکده پلی تکنیک و دانشگاه نیز که از امتحان نهایی کارآموزی و چهار امتحان دیگر تشکیل شده‌است می‌توان نام برد.

## ادبیات
- Wolfgang Kunze, Olaf Hendel (Hrsg.): Technologie Brauer und Mälzer. VLB Berlin: 11. Auflage 2016 ISBN 978-3-921690-81-9

## پیوندها
- اطلاعات حرفه ای و صنعتی اتاق اقتصادی فدرال اتریش
- و نوشیدنی[پیوند مرده] فناوری میزان[پیوند مرده] جبران خسارت کارآموزان شاغل در[پیوند مرده] تکنسین‌های آبجو و آشامیدنی[پیوند مرده] از www.8ung.at